# Cercle Aurora
El Cercle Aurora fou un grup de poetes que, en la dècada del 1820, va introduir per primera vegada els inicis del romanticisme en la literatura d'Hongria. El nom prové de la publicació de la revista Aurora, en què participaven molts d'aquests nous poetes, que començà a publicar-se el 1821. Aquest grup fou el responsable que la vida cultural d'Hongria es traslladés gairebé definitivament de Buda a Pest.

## Història
A començaments del segle xix el panorama cultural d'Hongria estava dominat encara pels preceptes de la Il·lustració i el neoclassicisme, en part a causa de l'enorme influència que l'escriptor i lingüista Ferenc Kazinczy, partidari de l'imitatio i contrari a l'experimentació original, exercia sobre els escriptors i poetes de l'època.
En aquest context, un grup de joves poetes, que acabaven d'estrenar-se en l'ambient literari, fundà el 1821 una nova revista, anomenada Aurora, il·lustrada amb una elegància i un colorit molt allunyats dels principis classicistes. Molts d'ells provenien de la noblesa, però rebutjaven la tradició anterior, i sobretot el mestratge de Kazinczy; es mostraven partidaris d'una renovació en la literatura hongaresa. Es tractava a més a més de joves amb contactes entre els literaris i pensadors estrangers més influents d'aleshores: Goethe, Hegel… Aquests contactes exteriors, que varen servir perquè la literatura d'Hongria fos coneguda i reconeguda a l'exterior, van fer, per exemple, que es publiqués una Antologia de poesia hongaresa, primer en alemany i després en anglès.
Després d'uns anys d'èxits individuals i col·lectius, Aurora deixà de publicar-se el 1837: les seves tendències liberals resultaven perilloses per a les autoritats. La seva successora, Athenaeum, publicada per József Bajza i Mihály Vörösmarty, seguí oferint un òrgan d'expressió per als joves poetes del grup, que debatien aferrissadament sobre temes literaris i polítics. Quan Athenaeum també deixà de publicar-se, el 1843, molts dels seus membres havien perdut ja llur lloc de privilegi en l'escena literària hongaresa. El fracàs de la Revolució hongaresa de 1848 suposaria poc després un canvi complet en la història política i literària del país.

## Membres
Els membres més destacats del Cercle Aurora són els següents:
- Károly Kisfaludy (1788-1830): germà del poeta neoclàssic Sándor Kisfaludy, Károly fou el fundador de la revista Aurora i dramaturg, autor de la famosa obra Els tàrtars d'Hongria.
- József Bajza (1804-1858): tot i que escrigué poesia lírica amb un to sentimental heretat dels poetes alemanys, la seva tasca més destacada és la que desenvolupà com a crític. Va substituir Kisfaludy en l'edició d'Aurora, i des de les seves pàgines dugué a terme una gran defensa del talent individual com a única consideració estètica vàlida.
- Ferenc Toldy (1805-1875): considerat com el pare de la història literària d'Hongria, Toldy fou un apassionat difusor de les lletres hongareses. Des del 1861 ocupà la càtedra de literatura hongaresa a la Universitat de Budapest.
- Mihály Vörösmarty (1800-1855): poeta èpic, autor de La fugida d'en Zalan (1825), tot i que no va pertànyer personalment al cercle fou aclamat pels seus membres com el gran poeta èpic d'Hongria.